# Duane Notice
Duane Notice (Toronto, 7 settembre 1994) è un cestista canadese.